# Bernhardina Sophia von Plettenberg
Bernhardina Sophia von Plettenberg (* 20. Juni 1750; † 19. Mai 1823) war eine deutsche Kanonissin und Äbtissin des Stiftes Geseke.

## Leben

### Herkunft und Familie
Bernhardina Sophia von Plettenberg wuchs als Tochter des Joseph Clemens von Plettenberg und seiner Gemahlin Clara Regina von Droste zu Füchten (Tochter des Ernst Dietrich Anton von Droste zu Füchten) auf. Die Adelsfamilie von Plettenberg ist eines der ältesten und bedeutendsten westfälischen Adelshäuser. Auch ihre drei Schwestern wurden Kanonissen. Nach dem Tod ihrer Mutter heiratete ihr Vater erneut. Aus dieser Ehe stammt ihr Halbbruder August Joseph.

### Werdegang und Wirken
Nach dem Verzicht der Stiftsdame Maria Theresia von Weichs am 28. August 1766 trat Bernhardina in das Stift Geseke ein, nachdem sie zuvor durch den Domherrn Franz Ludolph von Hörde und den Malteserritter Theodor von Schade aufgeschworen worden war. Ihre Wahl zur Äbtissin fiel auf den 5. November 1799 unter Eidesleistung gegenüber dem Kölner Erzbischof Maximilian Franz.
Der Reichsdeputationshauptschluss aus dem Jahre 1803 brachte tiefgreifende Veränderungen. Die landgräfliche Regierung Hessen-Darmstadt griff in die Geschicke des Stifts ein und wollte es als reine Versorgungsanstalt unverheirateter junger Frauen erhalten. Obwohl Bernhardina sich gegen diesen Plan wehrte, konnte sie die Statutenänderung im Jahre 1807, nach der die Präbenden durch den Landesherrn verliehen werden, nicht verhindern. 1823, im Todesjahr Bernhardinas, wurde die Stiftsverwaltung in die Hände der Arnsberger Regierung gelegt. Diese verhinderte nach dem Tode der Äbtissin die Wahl einer Nachfolgerin.
In Geseke ist die Von-Plettenberg-Straße nach Bernhardina Sophia benannt.